# Максим IV Константинополски
Максим IV Константинополски (на гръцки: Μάξιμος Δ΄) е православен духовник, вселенски патриарх от 1491 до 1497 година.

## Биография
Замонашен е под името Манасий (Μανασσής) и е игумен на Ватопедския манастир. Патриарх Симеон I Константинополски го прави серски митрополит. В първите месеци на 1491 година е избран за вселенски патриарх с подкрепата на монасите от Света гора. След избора сменя името си на Максим, уникален случай в историята на Вселенската патриаршия.
Като патриарх защитава правата на православните, живеещи на териториите на Венецианската република. По време на управлението му се появяват слухове за него, които изворите не изясняват, и които довеждат до свалянето му в началото на 1497 година.
И след оставката си като вселенски патриарх Максим остава ангажиран активно с църковните дела и заговорничи срещу наследника си Нифонт II Константинополски, докато не е принуден да се оттегли във Ватопед, където умира неясно кога.